# Pištec žlutý
Pištec žlutý (Mohoua ochrocephala, maorsky mōhua) je malý žlutohnědý pták z řádu pěvců, který se endemitně vyskytuje na Jižním ostrově Nového Zélandu. Ještě v době příchodu Evropanů na Nový Zéland koncem 18. století se jednalo o jednoho z nejrozšířenějších ptáků. Z důvodu odlesňování a hlavně predace ze strany nově zavlečených savců (zejména hranostajů a krysy obecné) se areál pištce zmenšil až o 90 %. Ministerstvo památkové péče odhaduje celkovou velikost populace k roku 2020 na 5000 ptáků.
Pištec žlutý měří 15 cm. Samec váží 30 g, samice 25 g. Peří pištce je na hlavě i břichu kanárkově žluté; záda, křídla a ocas jsou převážně hnědé. Pohlavní dimorfismus je nevýrazný a v terénu je samec od samice k nerozeznání. K páření dochází od října do března.  Snůšky obsahují většinou tři až čtyři vejce, ale může jich být od jednoho do pěti. Živí se převážně bezobratlými živočichy, občas pojídá i ovoce a nektar. Hnízdí vysoko v korunách stromů v dutinách starých pabuků. Očekávaná délka života je 5 let, avšak byl zaznamenán i 16letý jedinec. Druh poprvé popsal Johann Friedrich Gmelin v roce 1789. O jeho zařazení se vedla dlouhá vědecká debata. Až analýzy DNA zařadily druh do rodu Mohoua a monotypické čeledi Mohouidae.
Od roku 2005 je pištec veden na Červeném seznamu ohrožených druhů jako ohrožený taxon. Maorský kmen Ngāi Tahu považuje pištce žlutého za taonga („posvátný klenot”), ke kterému příslušníci kmene chovají historické, emoční a spirituální pouto. Pištec je vyobrazen na reversní straně novozélandské stodolarové bankovky.

## Nomenklatura
Pištec žlutý byl poprvé zaznamenán Evropany při druhé plavbě Jamese Cooka (1772–1775). Plavby se účastnil přírodovědec Johann Reinhold Forster, jehož syn a asistent Georg Forster pořídil první kresbu druhu. O několik let později John Latham zařadil druh do svého díla A General Synopsis of Birds, avšak k prvnímu odbornému popisu se odhodlal až německý přírodovědec Johann Friedrich Gmelin v roce 1789.
O taxonomickém zařazení pištce žlutého se již od jeho prvního popsání vedla dlouhá vědecká debata. Pištec byl původně zařazen mezi pěnkavovité. V roce 1837 mu René Lesson přiřadil vlastní rod, který pojmenoval Mohoua po maorském názvu pištce. V 19. století nebylo zvykem pojmenovávat taxony na základě domorodých názvů, a tak William Forbes tento – dle vlastních slov – „barbarský” název rodu přejmenoval na Clitonyx. H. C. Oliver v roce 1955 přeřadil pištce k pěnicovitým a F. C. Kinsky v roce 1970 do čeledi modropláštníkovitých.
Moderní analýzy morfologie a DNA zařadily pištce žlutého spolu s pištcem šedokrkým a pištcem bělohlavým do rodu Mohoua a monotypické čeledi Mohouidae. Tato čeleď se tak zařadila po bok dalších přežívajících endemických čeledí Nového Zélandu, kterými jsou kiviovití, pokřovníkovití, kakapovití, laločníkovití a Notiomystidae.

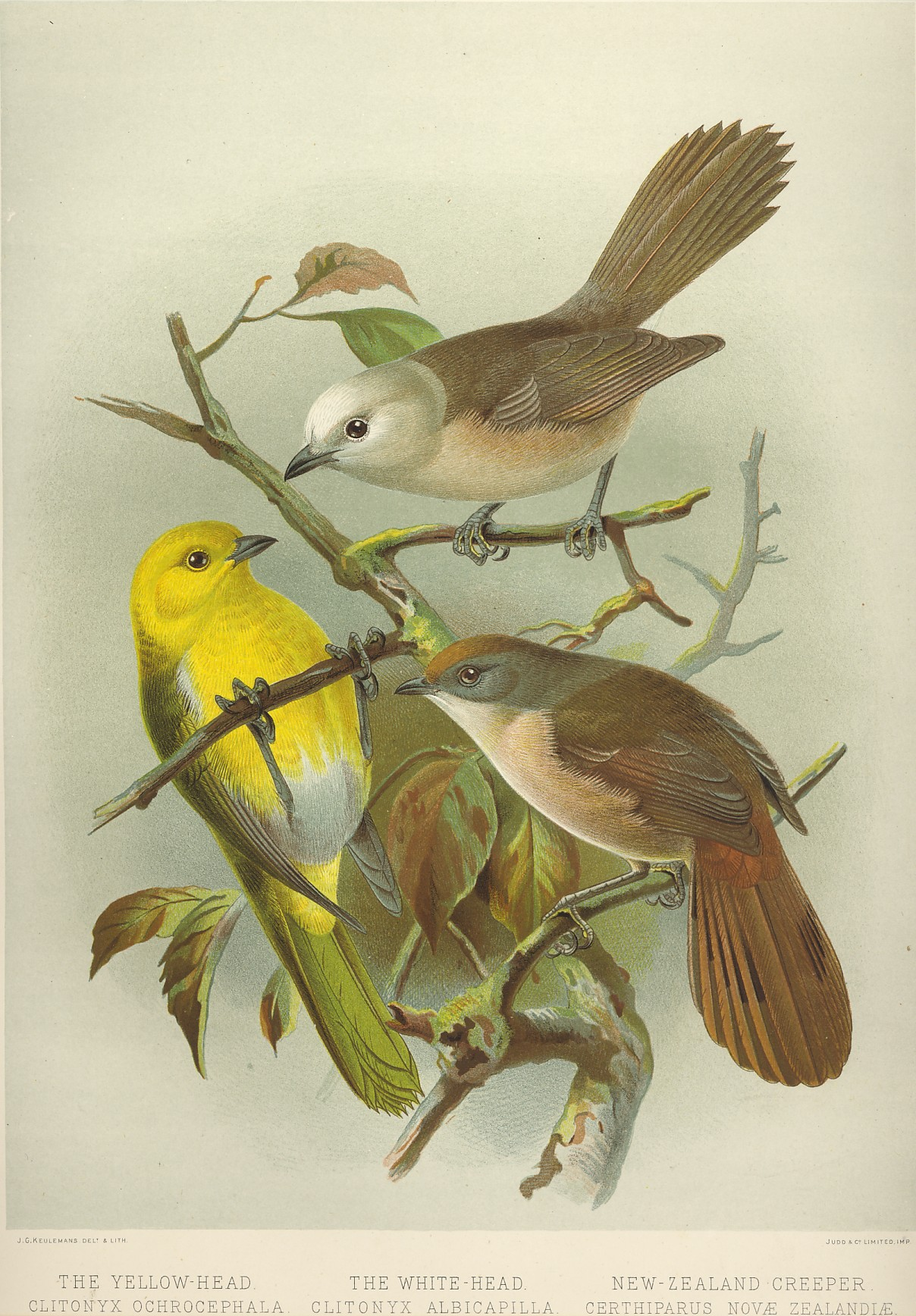
Pištec žlutý (vlevo), pištec bělohlavý (nahoře) a pištec šedokrký (John Gerrard Keulemans, 1888)

Maorský název pištce žlutého je mōhua. V anglickém jazyce je druh znám jako yellowhead („žlutá hlava”) nebo bush canary („kanárek z buše”).
Rod Mohoua tedy zahrnuje tři druhy pištců:
- pištec žlutý (Mohoua ochrocephala, maorsky mōhua),
- pištec šedokrký (Mohoua novaeseelandiae, maorsky pipipi),
- pištec bělohlavý (Mohoua albicilla, maorsky pōpokotea).

Evoluční vývoj pištce žlutého je úzce spjat s dalšími dvěma druhy pištců. Podle Geoffa Normana přiletěl jejich prapředek před 30 miliony lety z Austrálie a rozšířil se po Novém Zélandu, který byl tehdy tvořen jednou souvislou pevninou. Když geologické procesy oddělily oba ostrovy Cookovým průlivem, začal se tento původní prapředek vyvíjet do samostatných druhů, které Norman pojmenovává jako proto-pipipi (prapředek pištce šedokrkého, rozšířen na Jižním ostrově) a proto-pōpokotea (prapředek pištce bělohlavého, rozšířen na Severním ostrově). Když došlo k opětovnému spojení obou ostrovů, proto-pōpokotea se přemístil i na Jižní ostrov. Poté, co došlo k opětovnému – a dosud konečnému – rozdělení pevniny na dva ostrovy se z proto-pōpokoteay na Jižním ostrově vyvinul pištec žlutý.
Vedle genetické a morfologické příbuznosti spojuje všechny tři pištce i to, že jsou výhradními hostiteli kukačky dlouhoocasé.

## Popis
Pištec žlutý měří 15 cm. Samec váží 30 g, samice 25 g. Peří na hlavě, šíji, krku, hrudi a horní částí břicha je kanárkově žluté. Křídelní krovky, svrchní část ocasu a střední část zad jsou hnědé se žlutým nádechem. Spodní část břicha je šedobílá, stehna a boky jsou světle hnědé. Podocasní krovky jsou žluté. Zobák a nohy jsou černé, drápy tmavě hnědé. Duhovka je rovněž černá a na sytě žluté hlavě dosti zřetelná.
Při sbírání potravy z kmenů stromů používá pištec, podobně jako šplhavci, svůj ocas jako podpěru, až jsou jeho pera často obnošená a spíše připomínají špičaté ostny než jemné peří. Jelikož pištec přepeřuje ocasní peří najednou, je možné odhadnout podle míry obnošení ocasního peří, kdy došlo k poslednímu přepeření. Vzhledem k tělu má dlouhé nohy a dlouhé a silné prsty, které mu při šplhání po stromech pomáhají.
Pohlavní dimorfismus je nevýrazný a v terénu lze obě pohlaví jen těžko odlišit. Samičí peří je oproti samci o trochu bledší, zejména na hlavě a na šíji. Mladé jedince lze rozpoznat podle toho, že jejich hlava a spodní část těla jsou o něco bledší a spíše hnědého než žlutého zabarvení. 

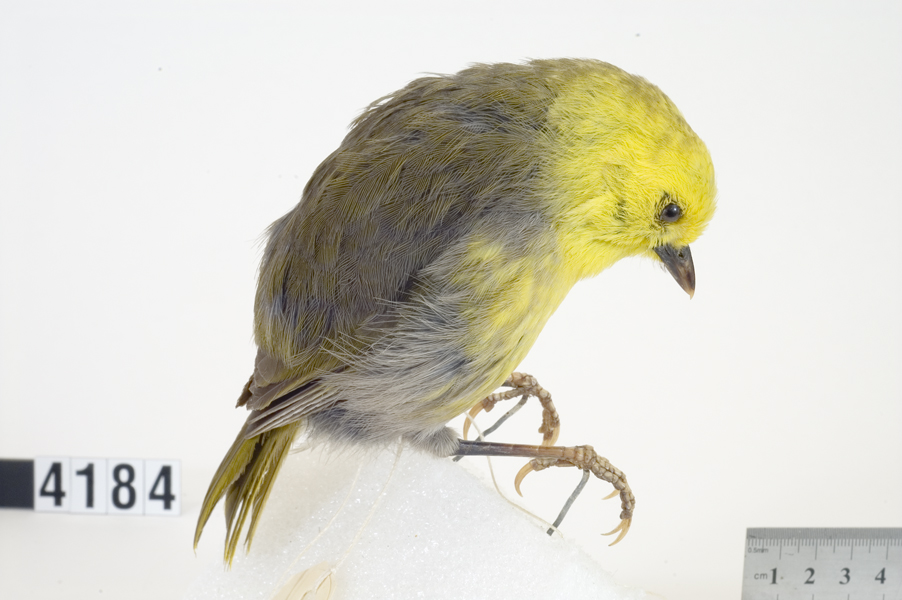
Vycpaný jedinec ze sbírky Aucklandského muzea

Z novozélandských ptáků je pištci žlutému (pro své převažující žluté zbarvení) velmi vzdáleně podobný jen samec strnada obecného, který byl na Nový Zéland zavlečen z Evropy. Strnad je od pištce rozeznatelný mimo jiných znaků pomocí hnědých ušních krovek a hnědých skvrn po stranách korunky. Zásadní rozdíl je ten, že strnad obývá jiný habitat: zdržuje se téměř výhradně v otevřené krajině, zatímco pištec tráví celý život v lese.

## Ekologie a chování
Zatímco v období páření zůstává pištec hlavně se svým partnerem, mimo pářící období žije v hejnech. V 19. století byly zaznamenány skupiny až o 200 jedincích. Studie ze druhé poloviny 20. století zmiňují hejna o 25–40 pištcích. S úbytkem přirozeného prostředí jsou však stále častější samotářští jedinci nebo malá hejna čítající jen několik málo jedinců. Hejna pištců občas následují kakariki rudočelé a krmí se hmyzem, který tito papoušci vyrušili.
Teritorium pištce má velikost kolem několika hektarů. Vokální projev je výrazný a slyšitelný po celý rok. Díky tomu je pištec, navzdory svému nápadnému zbarvení, „častěji slyšen než viděn”. Nejvýraznější je teritoriální zpěv samce, který vrcholí koncem jara. Zpěv je podobný pískavému zvuku kanárů. Samice se projevuje pouze občas a její zpěv připomíná spíše bzučení.

### Rozmnožování
K páření dochází od října do března s vrcholným obdobím mezi listopadem a lednem. Před samotným pářením si pištci nejdříve postaví hnízdo. Hnízda bývají vysoko nad zemí v dutinách stromů. Nejčastěji využívají dutiny starých pabuků (konkrétně Nothofagus fusca, Nothofagus menziesii a Nothofagus solandri). S oblibou vyhledávají mrtvé stromy, které mají více vhodných dutin než živé stromy. Jakmile pár najde vhodnou lokaci, samice začne se stavbou hrníčkovitého hnízda z větviček, mechu, kořínků, listů a pavučin. Hnízdo vystele peřím a trávou (typicky ostřicemi). Stavba takto propracovaného hnízda je pro ptáky hnízdící v dutinách stromů poměrně vzácná.

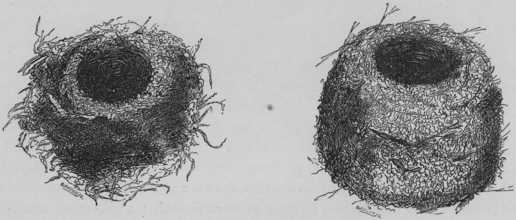
Kresba hnízda pištce bělohlavého (vlevo) a pištce žlutého

Výjimečně si pištec postaví hnízdo i mimo dutiny stromů. Byli pozorováni jedinci hnízdící mezi větvemi manukového lesa. Většinou každý rok na jiném místě. Jakmile je hnízdo postaveno, samec začne nadbíhat samici. Postaví se vedle ní a začne třepotat křídly. Občas samici klovne do zadní části hlavy. Samice dá najevo souhlas pokrčením hlavy, načež dojde k pářícímu aktu.
O pištci se někdy píše, že je polygynní, tzn. že samec má více samic. A. D. Read však upozornil na to, že je těžké rozlišit, zda se jedná o polygynii či pomocníky, kteří jsou běžní i u jiných ptáků (např. pokřovník zelený).
Zhruba dva týdny před kladením vajec začne samec shánět potravu i pro samici. Samice klade 1–5, nejčastěji 3–4 vejce o rozměrech 23,5×18 mm. Časový interval mezi kladením jednotlivých vajec je 1–2 dny. Oválná vejce mají narůžovělou barvu s jemnými červenohnědými fleky.
Na vejcích sedí pouze samice po dobu 20–21 dní. Během hnízdění jí většinu potravy shání samec. Pro krmení opouští samice hnízdo několikrát denně na dobu až jedné hodiny. Pokud je k páru přidružena další samice (pomocnice), na sezení na vejcích se s další samicí pravidelně střídá a k opouštění hnízda dochází v kratších intervalech.

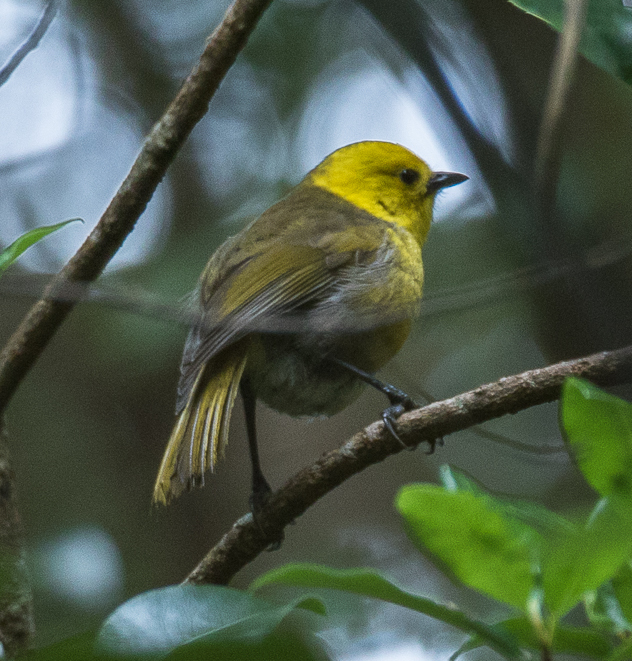
Pištec na Stewartově ostrově

Mláďata po vylíhnutí zůstávají zcela závislá na rodičích a na případných pomocnících, kteří je pomáhají krmit. Po zhruba 22 dnech se osamostatňují, avšak rodiče je stále přikrmují až do stáří jednoho roku. Pářit se začínají nejdříve mezi 1–2 rokem.
U většiny pištců dochází ke druhé snůšce. U párů, kterým se nepodaří vyvést dvě snůšky po sobě (např. z důvodů predace), může dojít i ke třetí snůšce.
Pištec se průměrně dožívá 5 let, nejstarší zaznamenaný jedinec měl 16 let.

### Potrava
Živí se převážně bezobratlými živočichy jako jsou brouci, larvy, noční motýli, stonožky, wety a pavouci. Výjimečně pojídá i nektar a ovoce, např. z rostliny Astelia fragrans z čeledi bičulovitých.
Potravu hledá především v korunách stromů, občasně se krmí i na zemi. Hmyz buď sbírá z povrchu listů a větví, nebo ho vyzobává z malých trhlinek v kmenech stromů a z epifytických mechů a lišejníků. Potravu nezřídka sbírá hlavou dolů.

## Rozšíření a populace
Pištec žlutý žije výhradně ve starších pabukových lesích, kde je biodiverzita daleko vyšší než v mladších lesích. Ve starších lesích je také více vhodných dutin pro hnízdění. V minulosti byl pištec rozšířen i v nížinatých podokarpových lesích.
Existuje zhruba 30 místních populací pištce. Dají se rozdělit do 4 skupin podle následujících oblastí: na východ od hlavního rozvodí Jižních Alp, kopcovité oblasti Otaga a Southlandu, pobřežní ostrovy a malé rozdrobené populace Fiordlandu. Největší populace se nachází v národních parcích Mount Aspiring a Fiordland. Menší populace se nachází v národním parku Arthur's Pass, chráněné oblasti Catlins a v Modrých horách v Otagu.

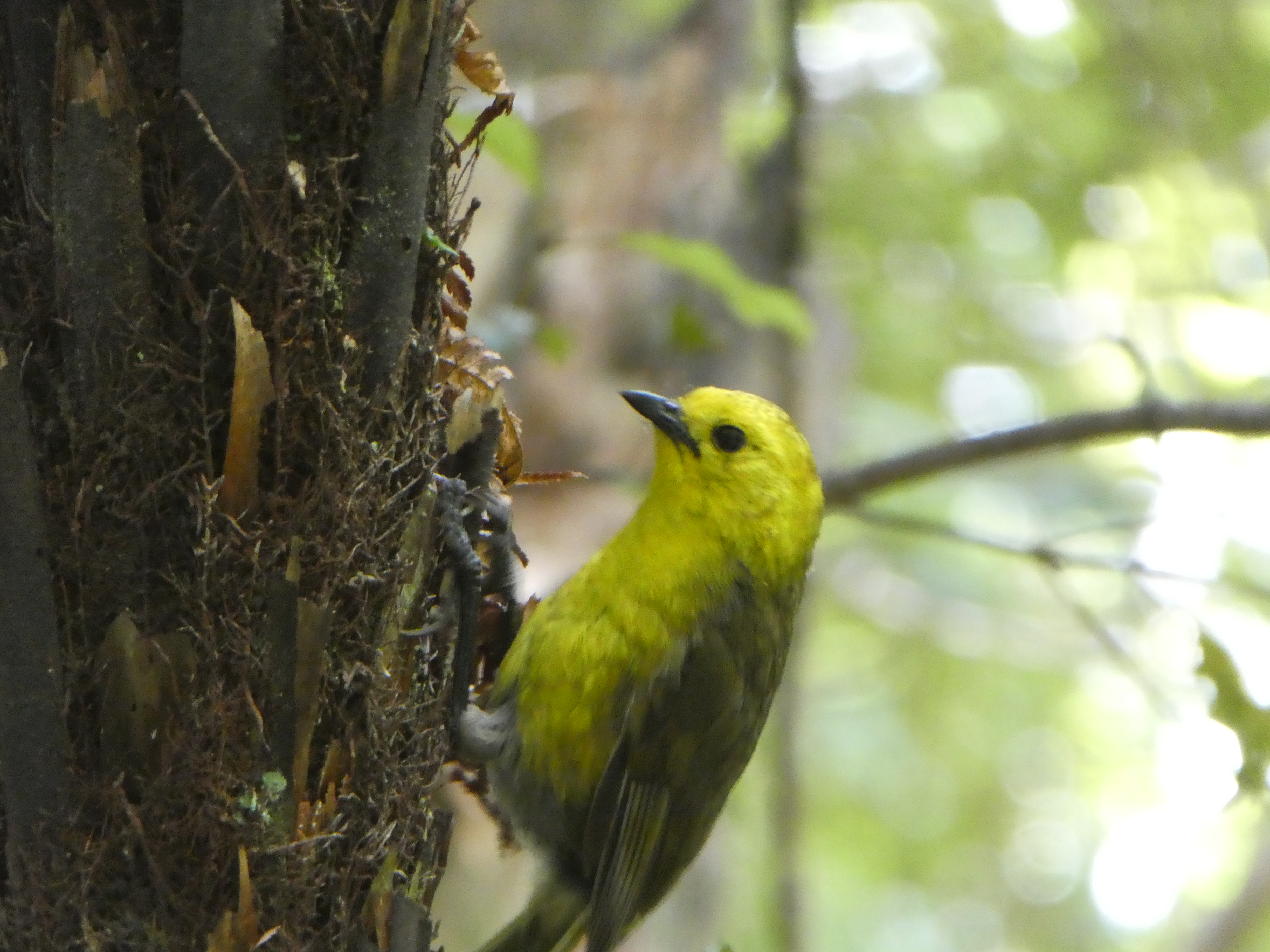
Jedinec na ostrově Ulva

Pištec byl mnohokrát přemístěn do oblastí, kde původně vyhynul nebo kde lze lépe kontrolovat jeho ochranu. K roku 2012 bylo zaznamenáno 12 reintrodukčních projektů.

## Ohrožení
Před osídlením Nového Zélandu byl pištec žlutý hojně rozšířen po celém Jižním ostrově. Ještě v 19. století se jednalo o jednoho z nejrozšířenějších ptáků. Koncem 19. století se začala populace pištců rapidně zmenšovat a v prvních třech desetiletích 20. století druh úplně vymizel z některých oblastí jako je Západní pobřeží, Stewartův ostrov, Nelson či Marlborough. Do konce 20. století vymizel ze 75 % svého původního habitatu a k roku 2019 vyhynul na 90 % svého původního rozšíření.
Tento dramatický úbytek nastal zejména následkem predace ze strany introdukovaných savců, především hranostajů a krys. U ostatních pěvců však takto dramatický úbytek v tak krátkém čase nebyl zaznamenán. Badatelé z Ministerstva památkové péče identifikovali 5 důvodů, proč jsou pištci více náchylní k predaci než ostatní lesní ptáci:
- Hnízdění v dutinách stromů – když predátor napadne hnízdo, kde právě sedí samice na vejcích, samice nemá kam utéct a tak predátor vedle pozření vajec zabije i samici. Následkem toho je v populaci více samců než samic.
- Dlouhá inkubační doba – inkubační doba trvá zhruba tři týdny, což je asi třikrát déle než u většiny introdukovaných pěvců. Během sezení na vejcích jsou přitom pištci nejzranitelnější.
- Hejna pištců tráví hodně času krmením na zemi – pištci jsou v hejnech velmi hluční což spolu s přízemním krmením zvyšuje riziko predace.
- Pozdější hnízdění oproti většině lesních pěvců, pištci hnízdí až do konce léta, kdy počty hranostajů dosahují každoročního vrcholu.
- Občasné hřadování v dutinách stromů – delší doba v dutinách stromů představuje zvýšený risk predace.[31]

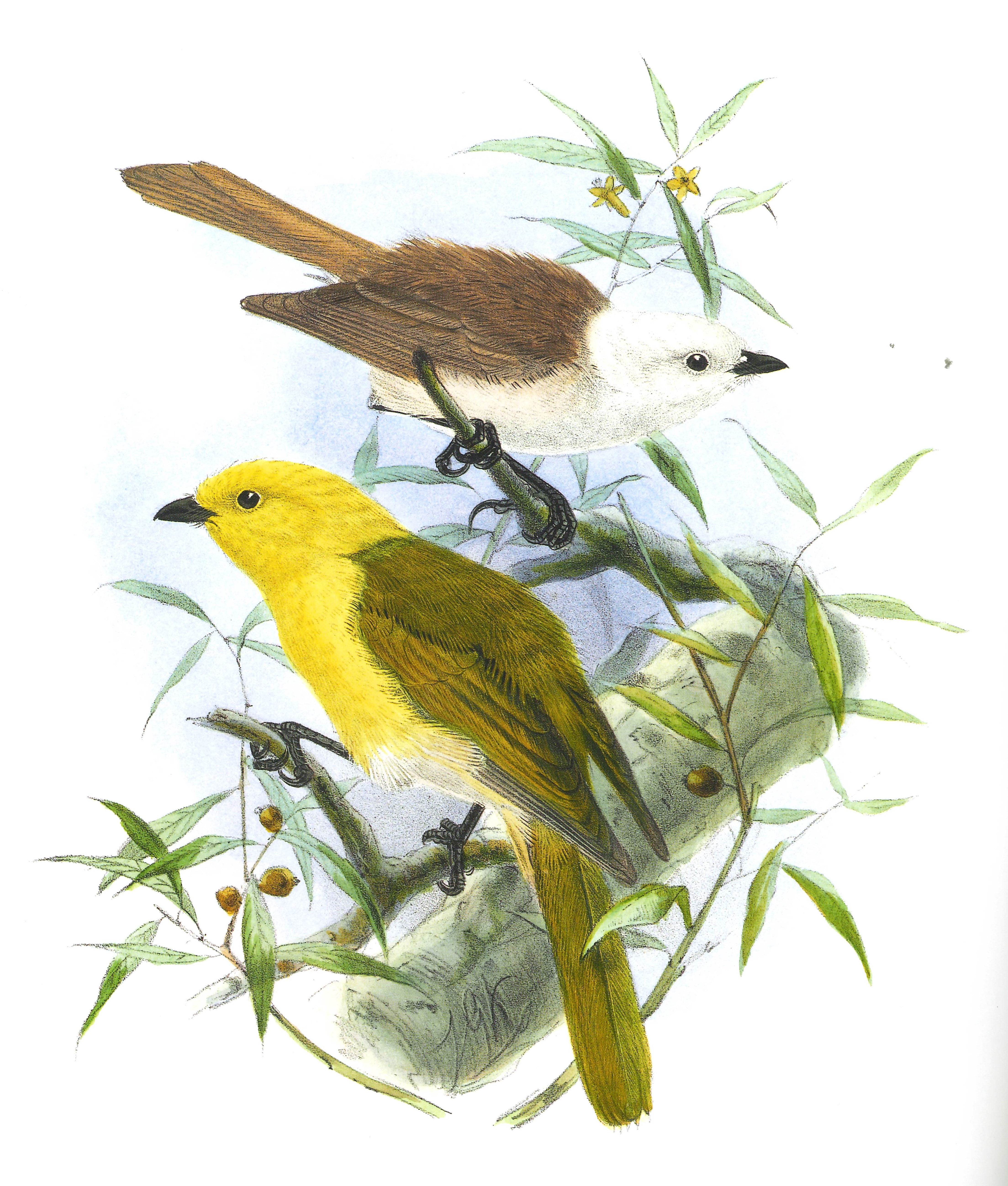
Pištec žlutý (dole) a pištec bělohlavý (John Gerrard Keulemans, 1873)

Rychlý úbytek pištců ve 20. století měl poměrně nestandardní vzorec, jehož vysvětlení není zcela zřejmé. Pištci začali ubývat ze severu na jih a nejdříve vymizeli ze všech ostatních lesů kromě výše položených pabukových pralesů. Podle Graeme P. Elliotta tento vzorec může být způsoben tím, že na jihu ostrova se nenachází tolik hranostajů jako na severu, avšak může mít i jiné důvody jako např. konkurenci ze strany vosy obecné. Tato vosa je na Novém Zélandu zavlečeným živočichem a patří v tamějších lesích k největším škůdcům. Plocha jejího rozšíření se přibližně kryje s areálem vymizení pištců. Výzkumníci z Ministerstva památkové péče naznačují, že pištec mohl vymizet z nížinatých oblastí kvůli predaci ze strany kryse obecné.
Vedle predace je pištec ohrožen i úbytkem původních pabukových lesů. Ty jsou sice již chráněné, avšak vegetace stále ubývá následkem pojídání ze strany nepůvodních jelenů a kusů liščích.

## Ochrana
Klíčovými způsoby ochrany pištce žlutého jsou výzkum a monitorování zbývajících populací, regulace predátorů a přemisťování pištců do oblastí bez predátorů či do oblastí s jejich intenzivní kontrolou. Regulace predátorů se provádí kladením pastí, otrávených návnad (v případě hranostajů) a leteckým shazováním granulí pesticidu 1080. V údolí Eglinton ve Fiordlandu byla prováděna studie vlivu pastí na úspěšnost vyvedení mláďat. V oblastech, kde došlo ke kontrole predátorů pomocí pastí, pištci vyvedli takřka dvakrát tolik mláďat oproti párům v oblastech bez pastí.
Pesticid 1080 je klíčový především během žírných roků, kdy se urodí mnohonásobně větší množství semen původních pabuků než obyčejně. S množstvím semen radikálně stoupá i počet predátorů a pasti nemají dostatečnou kapacitu tento růst efektivně zachytit. Následkem žírných roků v letech 2000, 2014 a 2016 došlo k vyhynutí mnoha místních populací pištců.
Zoo Orana Wildlife Park v Christchurchi se pokusila o odchov pištců za účelem jejich pozdějšího vypuštění do volné přírody. Výsledky však nebyly optimální a od projektu se upustilo.
Ministerstvo památkové péče klasifikuje druh na pokraji ohrožení. Od roku 2005 je zapsán na Červeném seznamu ohrožených druhů jako ohrožený taxon.

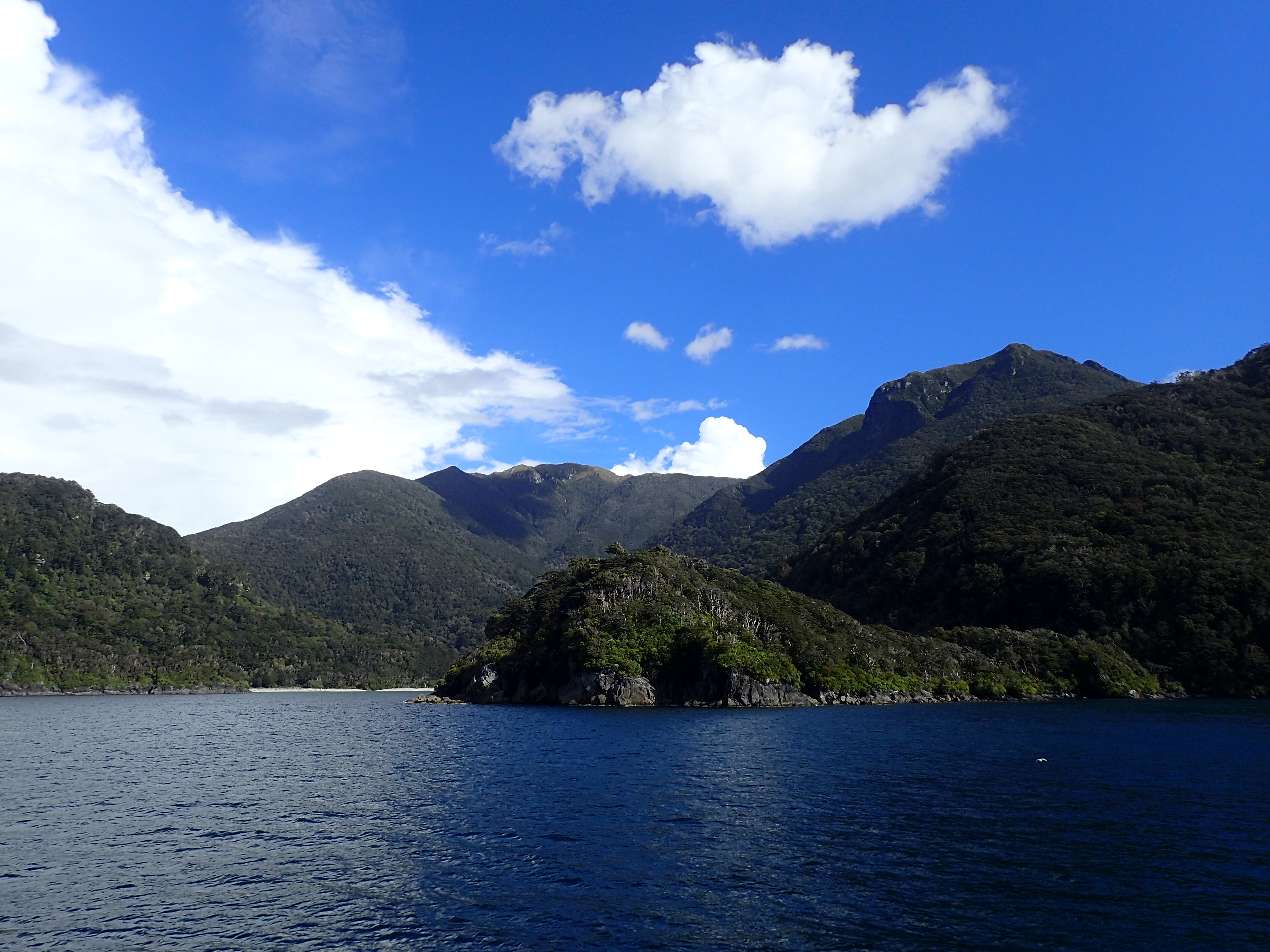
Ostrov Resolution je jedno z míst, kam byl pištec reintrodukován

### Reintrodukce na ostrovy
Ministerstvo památkové péče se často snaží zabránit vymření ptačích druhů  přemístěním části populace na menší ostrovy bez predátorů. Pištec žlutý byl přemístěn na poměrně velké množství takovýchto ostrovů, kde vytvořil nové, stabilní populace. První přemístění proběhlo v roce 1992 na Centrální ostrov na jezeře Te Anau. Celkem bylo přemístěno šest jedinců. Dva páry sice vyvedly mláďata, avšak do několika let došlo k vyhynutí populace. Přínos projektu ovšem byl ve vývoji technik, které byly použity v následujících letech při dalších translokacích.
K ostrovům, kde byly populace pištce žlutého přemístěny, patří Chetwode a Blumine v Marlborough Sounds; Breaksea, Chalky, Secretary, Coal, Resolution a Anchor ve Fiordlandu; Codfish, Ulva a Stewartův ostrov.
Když byl pištec v roce 2001 reintrodukován na ostrov Ulva, pět pištců bylo objeveno na 800 m vzdáleném ostrově Tamihau, který je pokryt hlavně pobřežními křovinami a stromy rata. I když jsou mezi oběma ostrovy malá skaliska vzdálená asi 300 m od sebe, až do té doby se mělo za to, že pištec nelétá přes otevřené moře. Přestože se jednalo o pro pištce neobvyklý habitat, v létě 2002/2003 tam vyvedli mláďata. Steffen Oppel a Brent Beaven z Ministerstva památkové péče proto navrhli, že pro příští reintrodukce by mohly být vzaty v potaz i ostrovy s podobnými stanovišti.

## Vztah k lidem
Maorský kmen Ngāi Tahu, jehož příslušníci v minulosti obývali většinu Jižního ostrova, považuje pištce žlutého za taonga („posvátný klenot”). I když není známo, zda byl pištec žlutý využíván k rituálům, pištec bělohlavý na Severním ostrově byl součástí léčebných ceremonií. V zákonu Vyrovnání pohledávek mezi Britskou korunou a kmenem Ngāi Tahu z roku 1998 byl speciální vztah mezi kmenem Ngāi Tahu a pištcem žlutým legislativně ukotven (Ngāi Tahu Claims Settlement Act 1998, část 12, kapitola 294 (d)).
Pištec žlutý je vyobrazen na reversní straně novozélandské stodolarové bankovky.
V roce 2013 byl pištec žlutý vyhlášen ptákem roku v každoroční anketě organizace Forest and Bird.